# Peugeot 908 HDi FAP
O Peugeot 908 HDi FAP é um Protótipo de Le Mans, equipado com motor diesel, construído pela Peugeot para competir no Mundial de Resistência a partir de 2007. O carro foi desenvolvido desde 2005, ele foi apresentado publicamente no dia 15 de junho de 2005. Ele fez sua estreia nos 1000 quilômetros de Monza na corrida de abertura do Le Mans Series em 2007. Ele competiu pela primeira vez contra o Audi R10 TDI, tornando-se o segundo carro de corrida movido a diesel de uma grande fabricante. O Peugeot 908 HDi foi o primeiro protótipo de Le Mans desenvolvido desde o Peugeot 905. Em 2009, ele venceu as 24 Horas de Le Mans, dirigido pelo trio de pilotos Alexander Wurz, Marc Gené e David Brabham. Em 2009, a francesa venceu a corrida terminando em primeiro e em segundo lugar no grid.

## Desenvolvimento
Em 28 de setembro de 2006, a Peugeot revelou um modelo do 908 no Paris Motor Show. O V12 HDi seria iniciado pela primeira vez em um teste em 30 de setembro, enquanto os primeiros chassis reais começariam a serem testados em dezembro do mesmo ano com Eric Hélary em preparação para competir com 2 carros em Le Mans, juntamente com a participação plena na temporada de 2007.
A equipe será patrocinada pelo Xbox 360, TotalEnergies e pela fornecedora de pneus Michelin. Em 10 de janeiro de 2007 foi realizado o primeiro teste público do 908 em Paul Ricard, a Peugeot confirmou que os pilotos do 908 seriam Stéphane Sarrazin, Nicolas Minassian, Marc Gené e Pedro Lamy para a Le Mans Series, enquanto Jacques Villeneuve e Sébastien Bourdais seriam acrescentados para as 24 Horas de Le Mans.

## Peugeot 908 HY
Em 2008, a Peugeot Sport aproveitou a ultima corrida da temporada em Silverstone para apresentar o novo Peugeot 908 HY equipado com um sistema de recuperação de energia cinética (KERS). O Peugeot 908 HY foi apresentado em uma nova pintura cinza prata, mas por conta do novo regulamento da ACO para o WEC em 2009, a Peugeot não pode competir utilizando esse carros.[carece de fontes?]
A nova tecnologia do Peugeot permitiu a recuperação ou armazenamento da energia cinética produzida na frenagem para ser aplicada tanto como potência extra, graças a um aumento adicional de 60 kW (80 cv), durante cerca de 20 segundos por volta ou para reduzir o consumo de combustível para melhorar o nível de desempenho graças à energia mecânica recuperada entre 3 a 5%. No caso de um carro não híbrido, esta energia é perdida e simplesmente dissipada na forma de calor por meio dos freios.
Michel Barge (Diretor da Peugeot Sport):
- "Este Peugeot 908 HDi FAP Híbrido está em sintonia perfeita com a missão geral do nosso programa de corridas de resistência, que abrange não só o desafio de competir, é claro, mas também o fato de que, como um fabricante de automóveis que pode usar o esporte a motor como uma ferramenta de pesquisa e desenvolvimento para a marca Peugeot como um todo. Depois de inovar através do uso de nossa tecnologia HDi FAP na competição, a execução de um carro híbrido em corridas de resistência daria Peugeot a chance de ganhar experiência extremamente valiosa que beneficiaria o desenvolvimento de carros de produção. Quer usar essa tecnologia ou não em 2009 dependerá, obviamente, os detalhes dos novos regulamentos publicados pelo Automobile Club de l'Ouest".

## Peugeot 908 (2011)

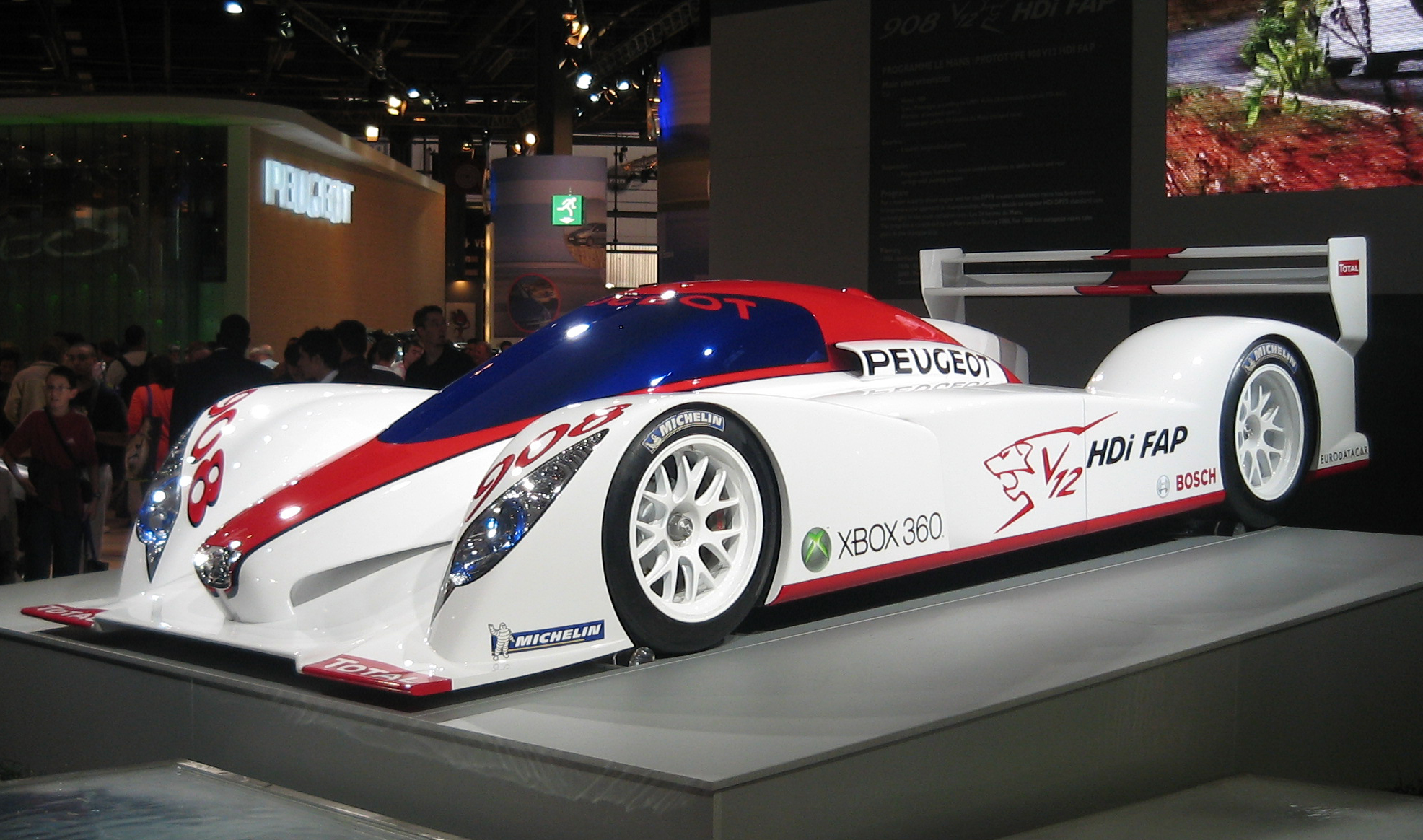
Peugeot 908 HDi FAP na apresentação de lançamento do carro

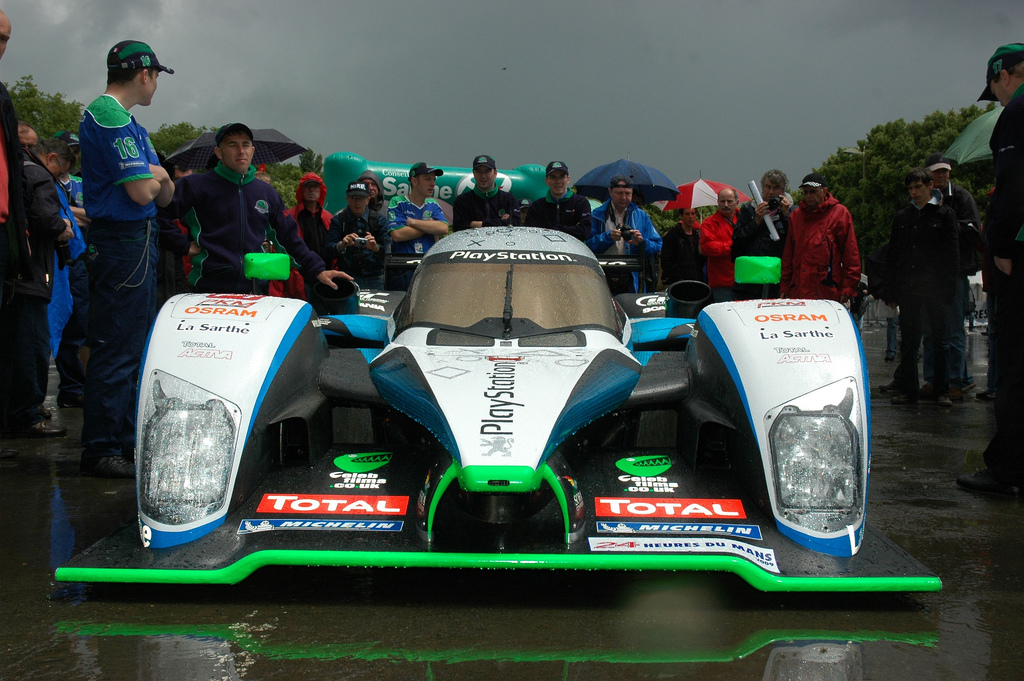
Peugeot 908 HDi FAP da Pescarolo Sport nas 24 Horas de Le Mans em 2009.

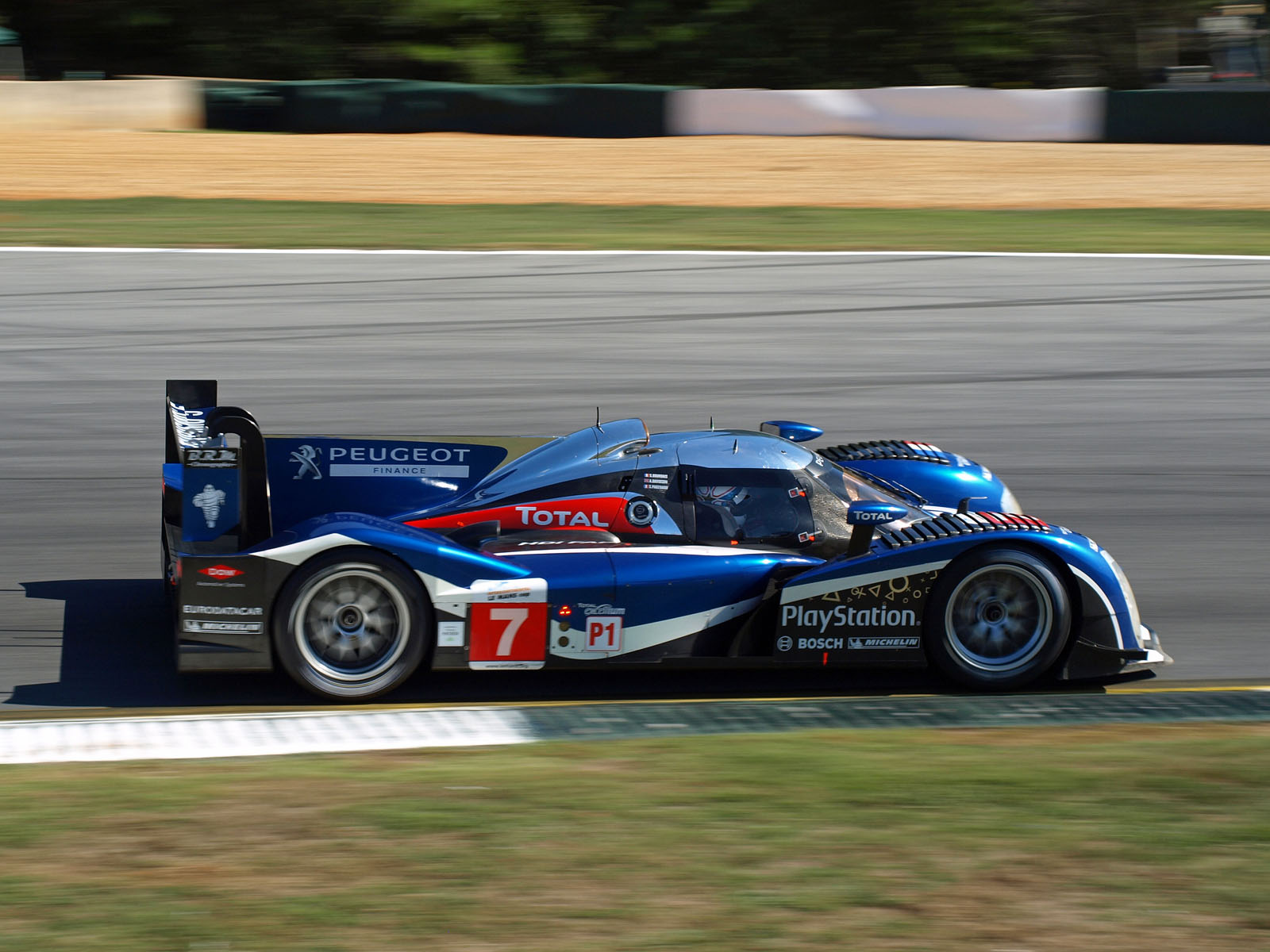
Anthony Davidson pilotando o Peugeot 908 n°7 na qualificação de Petit Le Mans no circuito de Road Atlanta em 2011.

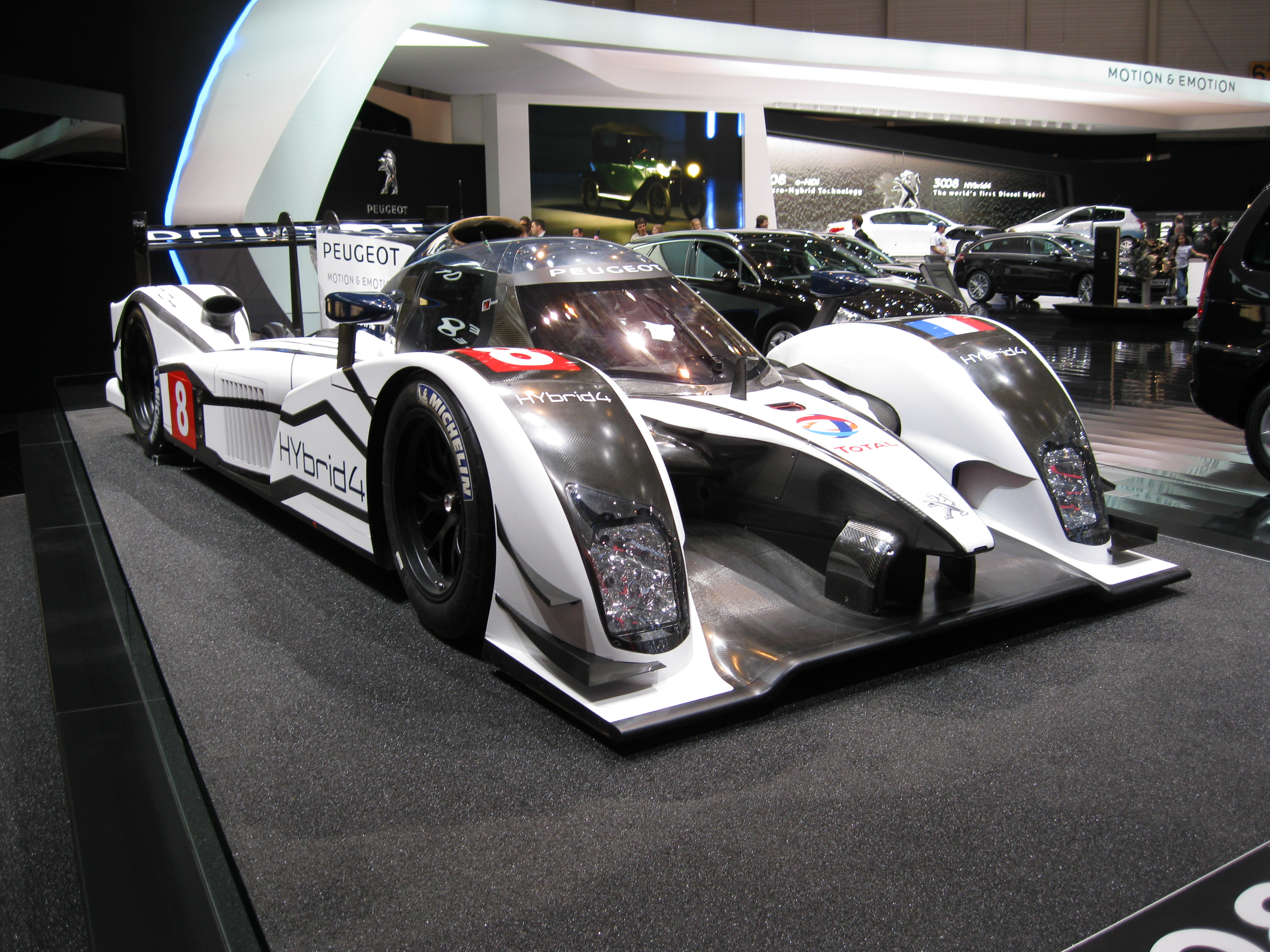
Peugeot 908 HYbrid4 no Salão Internacional do Automobilismo de Genève, França

Com os novos regulamentos da ACO a Peugeot desenvolveu um novo protótipo para a temporada de 2011. O novo Peugeot 908 possui um design semelhante ao de seu antecessor, o Peugeot 908 HDi FAP, mas ele possui rodas dianteiras maiores semelhantes as do Audi R18 e-tron, redução da capacidade do tanque de combustível de 90 para 75 litros, um motor de 8 cilindros contras os 12 do seu antecessor com 3,7 litros (turbocomprimidos a diesel), e também uma nova traseira que inclui um espécie de "barbatana".

## Histórico de corridas

### Temporada de 2007
O Peugeot 908 fez sua estreia na corrida de abertura do Le Mans Series na temporada de 2007, nos 1000 quilômetros de Monza. Os dois 908s foram muito rápidos na qualificação, conseguindo levar os dois primeiros lugares em mais de um segundo de diferença do concorrente mais próximo. Durante a corrida, o Peugeot liderou quase toda a corrida, embora o carro nº 8, de Lamy e Sarrazin, sofreu inúmeras dificuldades com as suas portas, deixando-os para terminar em terceiro. No entanto, o nº 7 908 de Gené e Minassian conseguiram levar a vitória na estreia do 908. Na próxima rodada em Valencia, seria a vez do nº 8 da Peugeot para conquistar a vitória, enquanto que o nº 7 do carro teve problemas de embreagem e não terminou a corrida.
No dia 3 de junho de 2007, a Peugeot conseguiu a melhor volta com 3:26.707 nos treinos em Le Mans. Isto foi seguido por uma Pole Position na qualificação com uma volta de 3:26.344 set por Stéphane Sarrazin, batendo o Audi R10 TDI, acredita-se que a Audi não pode ir tão rápido quanto eles poderiam, ao contrário da Peugeot. Na prova, quando os carros competiram diretamente, pela primeira vez, os Audi R10s eram obviamente mais rápido do que o Peugeots nas retas e muito mais estável nos cantos. O nº 8 Peugeot terminou em segundo lugar após o R10 percorrer 359 voltas. O nº 7 Peugeot teve que se retirar da disputa na última hora devido a uma falha do motor. Quando o carro atingida chegou aos boxes pela segunda vez, a mecânica Peugeot não fez nenhum esforço para resolver os seus problemas e simplesmente retirou o carro da corrida. Após a pausa para a Le Mans, os Peugeots voltaram para o Le Mans Series. Peugeot nº 8 levaria duas vitórias consecutivas em Nürburgring e Spa-Framcorchamps antes do nº 7 levou as duas últimas vitórias da temporada em Silverstone e Interlagos. A Peugeot 908 ganhou três corridas,o carro n°8 acabou vencendo o mundial de equipes na classe LMP1, enquanto que o nº 7 iria ficar com o terceiro lugar no campeonato, atrás do Pescarolo Sport.

### Temporada de 2008
Em 2008, a Peugeot expandiu seu programa de 908 para incluir as 12 Horas de Sebring. Embora o unica 908 teve problemas mecânicos abandonou a disputa. No Le Mans Series, os dois 908s da equipe agora teriam que enfrentar os recém-chegados Audi R10s que também foram inscritos pela Audi. O 908 no entanto abriu a temporada com uma vitória em Catalunya, marcando a primeira vez que um 908 venceu um R10. Para as 24 Horas de Le Mans 2008 três 908s foram inscritos e equipe largou novamente na pole position como eles tinham em 2007. O 908 foi capaz de correr na escala de 3:18, cerca de 7 segundos mais rápido que o Audi que se esforçou para trazer os tempos de volta abaixo de 3:25. Na corrida, o 908s ainda era capaz de liderar a corrida com 5 segundos de vantagem em relação a Audi, mas os pit stops longos e instabilidade na chuva entregaram a liderança para o R10. A Peugeot terminou sua temporada no 1000 km de Silverstone, mas sua série de corridas no Le Mans Series terminou depois de dois acidentes envolvendo dois carros. Os acidentes não só permitiram que os Audis para ganhassem a corrida, mas também permitiu a Audi ficar com os títulos dos pilotos, do mundial de equipes e construtores.
Após a sua perda no LMS, a Peugeot anunciou a sua intenção de levar dois de seus 908s à América do Norte para competir na American Le Mans Series Petit Le Mans em Road Atlanta. Os pilotos Christian Klien e Alexander Wurz voltaram à equipe para enfrentar os R10s da equipe norte-americana da Audi. No entanto, por causa de danos do acidente com o 908s em Silverstone, a Peugeot mais tarde optou por trazer apenas um carro. O único 908 qualificado na pole position e liderou várias vezes ao longo da corrida, mas terminou apenas 4,5 segundos atrás do time norte-americano da Audi.

### Temporada de 2009
Em 2009, dois Peugeots 908 foram inscritos nas 12 Horas de Sebring contra o Audi R15 TDI. A mudança de liderança entre as equipes se manteve até o R15 ficar apenas 22 segundos à frente do Peugeot. A Peugeot inscreveu os seus quatro 908s nas 24 Horas de Le Mans 2009, três pela equipe Peugeot Sport e o outro pela Pescarolo Sport que bateu durante a noite. Os carros n°9 e n°8 ficaram com os dois primeiros lugares e o sexto lugar ficou com o n°7, isso marcou a primeira vitória em Le Mans depois de 16 anos desde o Peugeot 905, por causa disso, em 2010 os carros da Peugeot ficaram com a numeração 1,2 e 3. Depois da vitória em Le Mans a Peugeot continuou a desafiar a Audi no Petit Le Mans, no circuito de Road Atlanta. A Peugeot Total inscreveu dois carros e venceu a corrida na chuva, enquanto liderou apenas 10% das voltas na corrida.

### Temporada de 2010
Em 2010 a Peugeot inscreveu dois carros para competir nas 12 Horas de Sebring chegando em primeiro e em segundo lugar tanto na qualificação como a corrida com uma vantagem de 3 voltas em relação a Aston Martin. Nas 24 Horas de Le Mans 2010|24 Horas de Le Mans]] os 908 ficaram com os primeiros quatro lugares no grid. Durante a corrida, todos os 908 tiveram problemas,três deles, os carros n°1, n°2 e n°4 tiveram problemas com o motor e o n°3 teve problemas na suspensão. Todos os carros inscritos pela Peugeot e pela Oreca tiveram que abandonar a corrida se tornando a única vez em que nenhum 908s cruzou a linha de chegada. Os quatro 908s fizeram uma volta mais rápida do que qualquer um dos três R15s com Loïc Duval fazendo uma volta 3:19.000 na corrida.

### Temporada de 2011
A Peugeot estreou o seu novo LMP1 nas 12 Horas de Sebring. Os novos carros enfrentaram a concorrência do Audi R15 + e o seu antecessor o Oreca 908 HDi FAP. Ambos os Peugeots saíram na frente, a ganhando 2 segundos por volta ao longo dos períodos de Safety Car mas no final da corrida a Oreca conseguiu vencer com o velho 908 HDi FAP seguido pelo HPD ARX-01e da equipe Highcroft Racing. Nas 24 Horas de Le Mans a briga pela liderança entre a Peugeot e a Audi se manteve acirrada por toda a prova. No final da corrida o carro n° 9 da Peugeot completou a corrida apenas 13 segundos atrás do Audi R18 TDi seguido pela Oreca. No final da temporada o novo Peugeot 908 participou de sete corridas, obtiveram cinco vitorias, cinco pole positions e seis voltas mais rápidas.

### Temporada de 2012
A Peugeot anunciou no final de Novembro de 2011 um programa desportivo para 2012. A construtora anunciou dois carros no WEC e três nas 24 Horas de Le Mans 2012. A equipe até fez testes com o novo Peugeot 908 HYbrid4 em Estoril e com os pilotos Olivier Pla, Franck Maileux, Frédéric Makowiecki, Jean-Karl Vernay, Bertrand Baguette, Marino Franchitti e o brasileiro Lucas di Grassi, mas a Peugeot decidiu fechar o programa de endurance de 2012, não participando assim da próxima edição das 24 Horas de Le Mans de 2012.
A decisão foi tomada com base na situação econômica na Europa, aliada a um ano em cheio com vários lançamentos de novos modelos por parte da marca. Neste contexto, a Peugeot prefere concentrar os seus recursos para 2012 na sua performance comercial e, em particular, nos lançamentos dos novos 208, 3008 HYbrid4, 508 RXH, 506 HYbrid4 e 4008, que irão fazer progredir a estratégia da marca em subir no mercado e estender a sua presença a nível global.